# Ruta Provincial 5 (Formosa)
La Ruta Provincial 5 es una carretera de 112 km ubicada en el este de la Provincia de Formosa, Argentina. Pertenece a la red vial secundaria de la provincia.
De los 112 kilómetros totales, 26 km se encuentran enripiados y 81 km son de tierra. Solo 5 km están asfaltados correspondiendo a la superposición con la Ruta Nacional 11.
Inicia su traza en la localidad de Banco Payaguá en el Departamento Laishí y finaliza en el empalme con la Ruta Nacional 81 en el Departamento Formosa.

## Localidades que atraviesa
- Banco Payaguá
- Colonia Yatay
- San Francisco de Laishí
- San Hilario